# Lucas Luhr
Lucas Waldemar Luhr (* 22. Juli 1979 in Mülheim-Kärlich) ist ein deutscher Automobilrennfahrer. Er ist Gewinner der FIA-GT1-Weltmeisterschaft 2011.

## Karriere

### Kartsport
Im Jahr 1989 stieg Luhr in den Kartsport ein. Er gewann mit acht Siegen in zehn Rennen die Junioren-Club-Meisterschaft Kerpen. 1991 folgte die erfolgreiche Titelverteidigung. 1992 wurde er jeweils Zweiter in der Nordrheinwestfälischen Kart-Meisterschaft, der DMV-Meisterschaft und dem Stefan-Bellof-Pokal. Im gleichen Jahr holte Luhr den Sieg im Winterpokal in Kerpen. 1993 gewann er im Kartsport den Goldpokal in Dahlem, das internationale Saisonfinale in Schaafheim und die DMV-Meisterschaft. Dazu kamen in dem Jahr auch noch der zweite Platz im Winterpokal in Kerpen und ein dritter Platz in den Bundesmeisterschaften.
1994 wurde Luhr Werksfahrer bei CRG-Italien, für die er die Europameisterschaft und die South Garda-Karting Trofeo gewann. Bei der Weltmeisterschaft und den italienischen Meisterschaften reichte es jeweils für einen vierten Rang. Der Wechsel 1995 als Werksfahrer zu Jolly-Kart Italien war nicht von großem Erfolg gekrönt, reichte aber zur Teilnahme an den Europa- und Weltmeisterschaften und einem fünften Platz im Worldcup in Charlotte (USA).

### Formel-Serien
1996 folgte mit dem Wechsel zu Eifelland-Racing der Sprung vom Kartsport in die Formel Ford, in der Luhr internationaler Vizemeister wurde, und in die Formel Opel, in der er in Hockenheim einen Sieg erzielte. Bereits im nächsten Jahr gelang ihm der Aufstieg in die Formel 3, als er 1997 zur Saisonmitte bei Haddaway F3 Racing einstieg. Das Jahr 1998 brachte mit dem Wechsel zu MKL F3 Racing einen Sieg im Auftaktrennen in Hockenheim und den achten Platz in der Formel-3-Meisterschaft.

### Le-Mans-Serie
Von 1999 bis 2006 war Lucas Luhr als Werksfahrer bei Porsche und hat dort eine Vielzahl an Siegen eingefahren, darunter in bedeutenden Rennen wie dem 24-Stunden-Rennen von Le Mans. Im Juni des Jahres 2006 gewann er zusammen mit Timo Bernhard, Mike Rockenfeller und Marcel Tiemann auf einem Porsche 996 GT3-MR das 24-Stunden-Rennen auf dem Nürburgring. Diesen Sieg wiederholte er 2011, diesmal zusammen mit Marc Lieb, Timo Bernhard und Romain Dumas. 2012 fuhr Luhr in der American Le Mans Series und der Rolex Sports Car Series. 2013 trat er in der ALMS für das Team Picket-Racing an. Bis zur Fusion der ALMS mit der Rolex Sports Car Series hatte er die meisten Siege in der ALMS-Historie.

### DTM

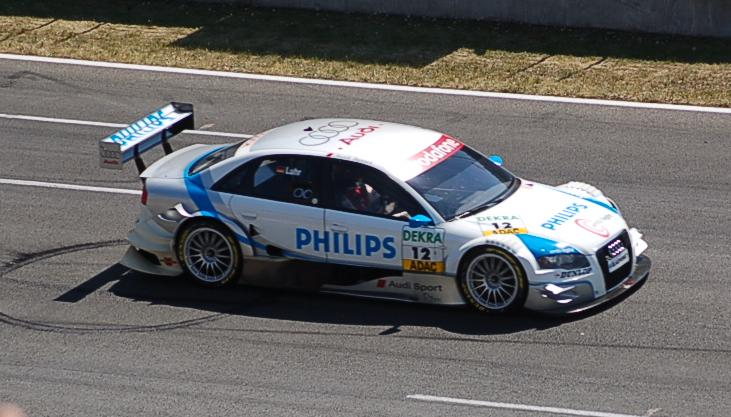
Lucas Luhr beim Rennen in Oschersleben 2007

In der Winterpause zur Saison 2007 trennte er sich von Porsche und war im Jahr 2007 in der DTM mit einem gebrauchten Audi beim Team Rosberg am Start. Hier konnte er allerdings nur einen Punkt einfahren, was ihm Rang 17 in der Gesamtwertung einbrachte.

### GT-Serie
2011 startete Luhr in der FIA-GT1-Weltmeisterschaft, die er im Team mit Michael Krumm gewann.

### Indycar
Durch seine ALMS-Verbindung zu Honda bekam Luhr das Angebot, am 25. August 2013 am GoPro Indy Grand Prix of Sonoma, einem Rennen der IndyCar-Serie, teilzunehmen. Er belegte dabei im Qualifying den 25. (und letzten) und im Rennen den 22. Platz.

### ADAC GT Masters

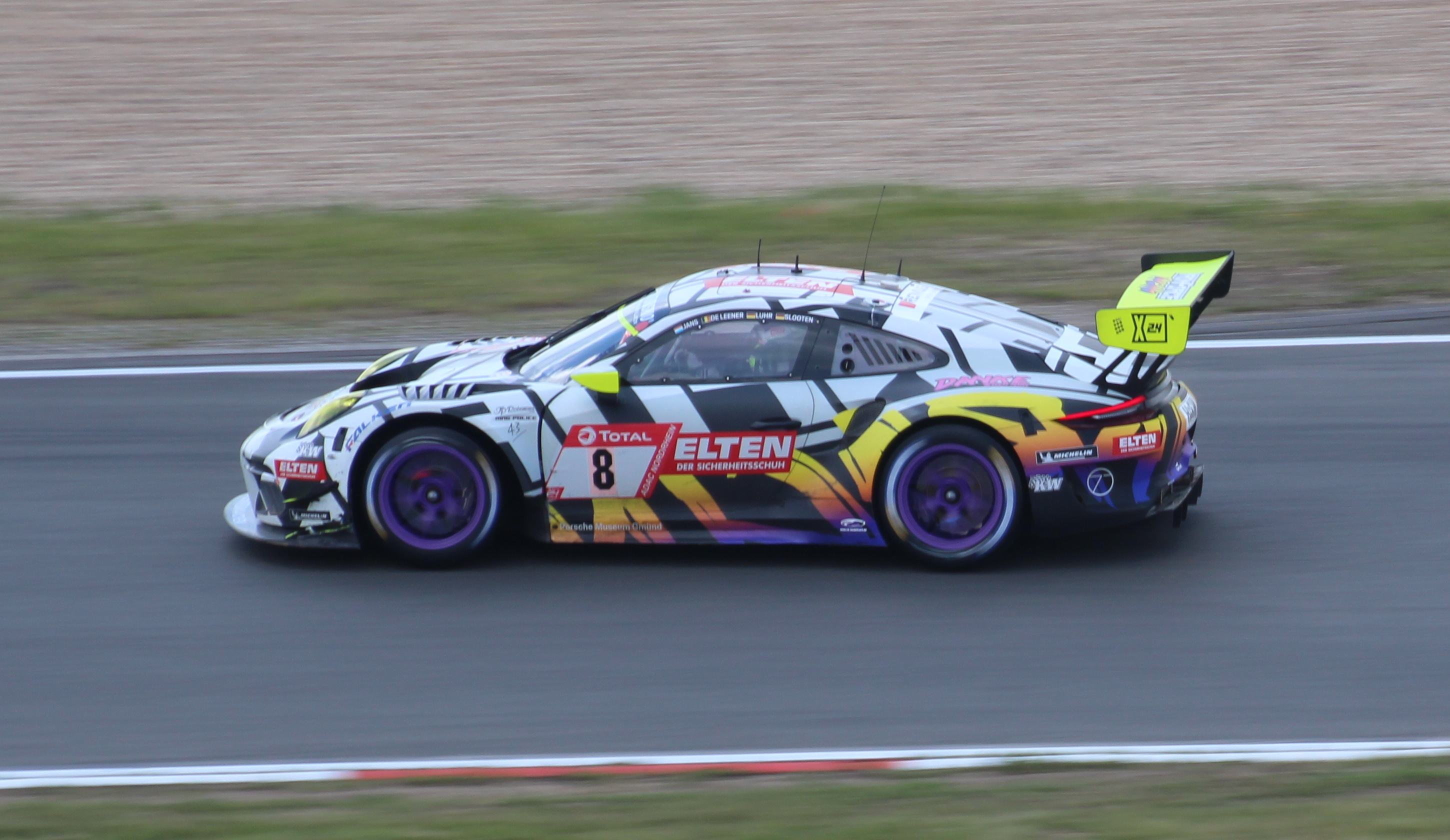
IronForce Porsche mit Lucas Luhr beim 24-Stunden-Rennen auf dem Nürburgring 2019

2017/2018 entstand in einer Kooperation der Firmen JP Performance und Ring Police das Motorsportteam IronForce Racing, welches in der Rennserie ADAC GT Masters ab 2018 an den Start geht. Zusammen mit Jan-Erik Slooten besetzt Luhr die Fahrerposition des Teams. Im selben Jahr absolvierten Luhr und Slooten zudem unabhängig von den GT Masters das 24-Stunden-Rennen auf dem Nürburgring für den Getspeed Performance Rennstall, zusammen mit dessen Teamfahrern Marek Böckmann und Steve Jans. Im darauffolgenden Jahr nahmen Luhr und Slooten dann mit dem eigenen Porsche 911 GT3 R unterstützt von Steve Jans und Adrien de Leener am 24-Stunden-Rennen auf dem Nürburgring teil und belegten den vierten Platz in der Pro-Am-Wertung sowie den 12. Gesamtrang. Zu Beginn des Jahres 2020 kündigte Luhr an, nicht mit IronForce Racing an den Start zu gehen.

### Privates
Lucas Luhr ist verheiratet und hat zwei Kinder. Er lebt in Ermatingen am Bodensee. Private Hobbys sind Wakeboarden und seine Harley-Davidson.

## Titel
- 1994 Kart-Europameister
- 1996 Vizemeister Internationale Formel Ford
- 1999 Meister Porsche Carrera Cup
- 2000 Vizemeister American Le Mans Series (GT)
- 2002 Meister American Le Mans Series (GT), Le Mans Sieger (GT)
- 2003 Meister American Le Mans Series (GT), Le Mans Sieger (GT)
- 2004 Meister FIA-GT (N-GT Klasse)
- 2006 Meister American Le Mans Series (LMP2)
- 2008 Meister American Le Mans Series (LMP1)
- 2011 FIA-GT1-Weltmeisterschaft
- 2012 Meister American Le Mans Series (LMP1)
- 2013 Meister American Le Mans Series (LMP1)

## Statistik

### Bedeutende Siege
- 2000 1. Platz/Klasse – 12 Stunden von Sebring
- 2000 1. Platz – 1000 km Rennen Nürburgring
- 2001 1. Platz – 24 Stunden Daytona
- 2001 1. Platz/Klasse – 12 Stunden Sebring
- 2002 1. Platz/Kasse – 12 Stunden Sebring
- 2003 1. Platz/Klasse – ALMS – 12 Stunden Sebring
- 2005 1. Platz/Klasse – ALMS – 12 Stunden Sebring
- 2005 1. Platz – GT2 – 24 Stunden Spa-Francorchamps
- 2006 1. Platz – 24 Stunden Nürburgring
- 2011 1. Platz – 24 Stunden Nürburgring
- 2015 1. Platz – 24 Stunden Spa-Francorchamps

### Le-Mans-Ergebnisse
| Jahr | Team                      | Fahrzeug            | Teamkollege       | Teamkollege      | Platzierung             | Ausfallgrund |
| ---- | ------------------------- | ------------------- | ----------------- | ---------------- | ----------------------- | ------------ |
| 2000 | Dick Barbour Racing       | Porsche 911 GT3-R   | Bob Wollek        | Dirk Müller      | Disqualifiziert         |              |
| 2002 | The Racer’s Group         | Porsche 996 GT3 RS  | Kevin Buckler     | Timo Bernhard    | Rang 16 und Klassensieg |              |
| 2003 | Alex Job Racing           | Porsche 996 GT3 RS  | Emmanuel Collard  | Sascha Maassen   | Rang 14 und Klassensieg |              |
| 2007 | Audi Sport Team Joest     | Audi R10 TDI        | Mike Rockenfeller | Alexandre Prémat | Ausfall                 | Unfall       |
| 2008 | Audi Sport Team Joest     | Audi R10 TDI        | Mike Rockenfeller | Alexandre Prémat | Rang 4                  |              |
| 2009 | Audi Sport North America  | Audi R15            | Mike Rockenfeller | Marco Werner     | Ausfall                 | Unfall       |
| 2011 | Flying Lizard Motorsports | Porsche 997 GT3 RSR | Patrick Long      | Jörg Bergmeister | Rang 18                 |              |
| 2013 | Jota Sport                | Zytek Z11SN         | Simon Dolan       | Oliver Turvey    | Rang 14                 |              |

### Sebring-Ergebnisse
| Jahr | Team                                        | Fahrzeug            | Teamkollege        | Teamkollege       | Platzierung             | Ausfallgrund |
| ---- | ------------------------------------------- | ------------------- | ------------------ | ----------------- | ----------------------- | ------------ |
| 2000 | Dick Barbour Racing                         | Porsche 911 GT3-R   | Dirk Müller        |                   | Rang 10 und Klassensieg |              |
| 2001 | Alex Job Racing                             | Porsche 911 GT3-RS  | Sascha Maassen     | Emmanuel Collard  | Rang 8 und Klassensieg  |              |
| 2002 | Alex Job Racing                             | Porsche 911 GT3-RS  | Sascha Maassen     |                   | Rang 12 und Klassensieg |              |
| 2003 | Alex Job Racing                             | Porsche 911 GT3-RS  | Sascha Maassen     |                   | Rang 10 und Klassensieg |              |
| 2004 | Alex Job Racing                             | Porsche 911 GT3-RSR | Romain Dumas       | Marc Lieb         | Rang 10                 |              |
| 2005 | Petersen Motorsports White Lightning Racing | Porsche 996 GT3-RSR | Jörg Bergmeister   | Patrick Long      | Rang 7 und Klassensieg  |              |
| 2006 | Penske Motorsports                          | Porsche RS Spyder   | Sascha Maassen     | Emmanuel Collard  | Ausfall                 | Defekt       |
| 2008 | Audi Sport North America                    | Audi R10 TDI        | Marco Werner       | Mike Rockenfeller | Rang 6                  |              |
| 2009 | Audi Sport North America                    | Audi R15            | Marco Werner       | Mike Rockenfeller | Rang 3                  |              |
| 2011 | Muscle Milk Aston Martin Racing             | Lola B08/62         | Greg Pickett       | Klaus Graf        | Ausfall                 | Mechanik     |
| 2012 | Muscle Milk Pickett Racing                  | HPD ARX-03a         | Simon Pagenaud     | Klaus Graf        | Ausfall                 | Defekt       |
| 2013 | Muscle Milk Pickett Racing                  | HPD ARX-03c         | Romain Dumas       | Klaus Graf        | Rang 4                  |              |
| 2014 | Muscle Milk Pickett Racing                  | Oreca 03            | Jann Mardenborough | Klaus Graf        | Ausfall                 | Defekt       |
| 2015 | BMW Team RLL                                | BMW Z4 GTE          | John Edwards       | Jens Klingmann    | Rang 13                 |              |
| 2016 | BMW Team RLL                                | BMW M6 GTLM         | John Edwards       | Kuno Wittmer      | Rang 15                 |              |